# Canoa Club Palermo
La Canoa Club Palermo meglio nota come Ghisamestieri Palermo (dal nome dello sponsor) è stata una delle più importanti società di canoa polo italiane.
La squadra giocava nella Piscina olimpionica comunale di Palermo con i colori sociali bianco e blu. Al termine della stagione 2010 il Canoa Club Palermo ha comunicato il proprio ritiro dalle competizioni.

## Cronistoria
| Ultime stagioni |           |             |         |
| Stagione        | Categoria | Piazzamento | PlayOff |
| 1999            | Serie A   | 4           | SI      |
| 2000            | Serie A   | 1           | SI      |
| 2001            | Serie A   | 2           | SI      |
| 2002            | Serie A   | 2           | SI      |
| 2003            | Serie A   | 3           | SI      |
| 2004            | Serie A   | 3           | SI      |
| 2005            | Serie A   | 3           | SI      |
| 2006            | Serie A   | 2           | SI      |
| 2007            | Serie A   | 3           | SI      |
| 2008            | Serie A   | 3           | SI      |
| 2009            | Serie A   | 3           | SI      |
| 2010            | Serie A   | 4           | SI      |

## Palmarès
- 2000 - Scudetto
- 2004 - Coppa Italia
- 2005 - Coppa Italia